# Campus central de Ciudad Universitaria
För andra betydelser, se Ciudad Universitaria.
Ciudad Universitaria (Universitetsstaden), Mexiko, är UNAMs huvudcampus, beläget i stadsdelen Coyoacán i södra delen av Mexico City. Campuset, som ritades av arkitekterna Mario Pani och Enrique del Moral, omfattar Olympic Stadium, omkring 40 fakulteter och institut, kulturcentret, ett ekologiskt reservat, Centralbiblioteket, och ett par museer. Det byggdes under 1950-talet på en forntida lavabädd i Coyacán kallad "El Pedregal" för att ersätta de utspridda byggnaderna i centrala Mexico City där kurser hölls. 1954 stod allt klart och blev senare ett världsarv 2007.
Även om universitetet har andra byggnader i Mexico City (mest för universitetsstudenter och kulturella ändamål), i andra mexikanska delstater och i andra länder (såsom Kanada och USA), är Ciudad Universitaria, känt som "C.U.", vilket utgör universitets huvudsymbol. 

## Atmosfär
Ciudad Universitaria är en öppen plats populär på söndagar för familjer som vill utforska dess viloplatser, trädgårdar och gångvägar som täcker större delen av de 1 000 hektaren mark. Det hela byggdes ovanpå ett lavalager som är sex till åtta meter tjockt och bildades under vulkanen Xitles utbrott omkring år 100 f.Kr.
På grund av topografin och vegetationen, finns det väldigt få raka vägar eller gångvägar. Vägarna tenderar att gå i koncentriska slingor, med byggnaderna inne i dessa. Några kan endast nås av en kort, 5-10 minuters promenad. Vulkaniskt berg togs bort för att skapa plats för byggnaderna och detta material användes för att göra gångvägarna och yttre murarna. Själva byggnaderna är gjorda i ordinära material, vanligast är betong och tegel och vanligtvis har de stora fönster och gårdar, såväl på insidan som på utsidan. Många byggnader har endast två eller tre våningar.

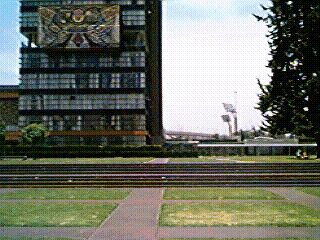
Rectorate Tower and mural by David Alfaro Siqueiros.

Trots att olika stilar, trädgårdar och vulkaniskt berg är det genomgående temat i alla byggnaderna finns ett par undantag: Rektoratstornet och Centralbiblioteket. Dessa stora, kvadratiska byggnader, står en bit ifrån de övriga, är krönta med muralmålningar av de stora mexikanska muralmålarna David Alfaro Siqueiros (Rektoratstornet) och Juan O'Gorman (Centralbiblioteket). 
Den sista muralmålningen, ansedd som den största i världen, täcker bibliotekets samtliga sidor, är baserad på aztekiska och spanska motiv samt UNAM:s vapensköld, vilket gör Centralbiblioteket till universitetets mest kända byggnad.
Campus Central är det ursprungliga campusområdet uppfört 1943. Det omfattar 200 hektar, Avenida de los Insurgentes går genom området.

## Skulpturområdet
Inne i det ekologiska reservatet finns Skulpturområdet. Det är en stor rund naturligt stelnad lavabädd omgiven av många vita triangulära prismor som verkar utgå från dess centrum likt en solblomma. Det finns många stora och färgstarka metalliska skulpturer gjorda av nutida konstnärer runt om i området, därav dess namn.

## Museer
- UNIVERSUM, Vetenskapsmuseet.  Det har interaktiva utställningar om vetenskap, riktade till den breda allmänheten.
- Universitetsmuseet för Vetenskap och Konst (Museo Universitario de Ciencias y Artes (MUCA)), har nutida konstutställningar från mexikanska konstnärer och arbeten som ägs av universitetet.

## Sportfaciliteter

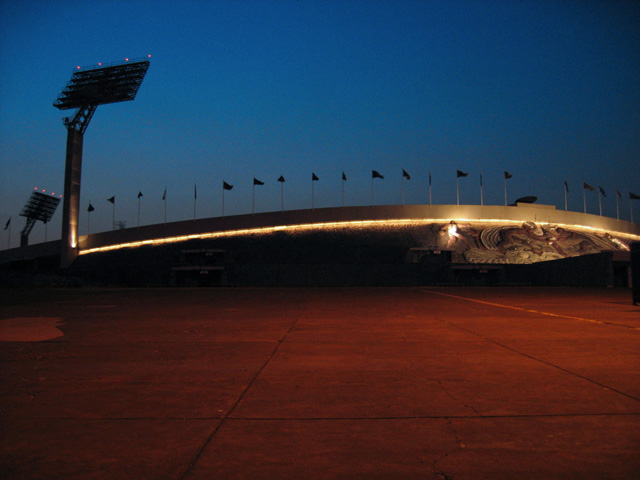
Olympiska stadion

Estadio Olímpico Universitario byggdes 1952 och användes för Olympiska spelen 1968 som hölls i Mexico City. Den ligger i mitten av campusområdet och dess läktare byggdes av huggen lavasten.  De innehåller reliefer som skapats av Diego Rivera.. Den användes även under Världsmästerskapet i fotboll 1986. Idag hålls fotbollsmatcher för Mexico Citys universitetsliga här, men den är även hemmaarena för universitetets lag i Mexikos fotbollsliga, ”Pumas”. Här finns även en racerbana som numera används vid internationella inbjudningstävlingar i friidrott efter den mexikanska löparen Ana Guevaras framgångar.
Här finns även träningsplaner för fotboll, gymnastikhallar för kampsport, boxning och andra sporter nära fotbollsarenan, i huvudsak till för studenterna.

## Kultur
- Sala Nezahualcoyotl. Används för dans och av orkestrar.
- Teatro Juan Ruiz de Alarcón. Stor teater med både klassiska och nya verk.
- Foro Sor Juana Inés de la Cruz. Kamerateater, spelar mestadels nya verk.
- Centro Universitario de Teatro (CUT). En mindre teater (omkring 100 sittplatser) i anslutning till teaterskolan.
- Sala José Revueltas and Sala Julio Bracho. Båda biografer som visar en brett urval av mexikanska och internationella filmer.
- Sala Miguel Covarrubias. En liten dansteater.
- Radio UNAM. XEUN 96.1 MHz and 860 kHz i Mexico City; XEYU, kortvåg 9600 kHz i det 31-meters internationella frekvensområdet. Musikal-, kultur-, informations- och fritidsprogram.

## Världsarvet
Vägen till ett världsarv började efter ett besök 2005 av Francesco Bandarin som vid denna tid var chef för Världsarvscentret och därefter rekommenderade det. Sedan blev det erkänt som ett genialt exempel på urban arkitektonisk design. Det är även känt för sin integration mellan modern arkitektur, mexikanska traditioner och konstverk, däribland de av David Alfaro Siqueiros, José Chávez Morado och Francisco Eppens.

## Kommunikationer
Det finns tio busslinjer inom Ciudad Universitaria som drivs av universitetet. Linje 1 till 5 har sin utgångspunkt väster om universitetet, nära Mexico Citys tunnelbanestation Metro Universidad. De övriga tre (6, 7 och 8) utgår från parkeringsområde 1 vid Olympiska stadion. De är gratis och går måndag till fredag mellan 06.20 och 22.30. Bilar är tillåtna inne på campusområdet. Här finns även taxibilar som kör grupper och följer busslinjerna. Några av dessa linjer har långa och korta varianter, ett fåtal hållplatser är både start och slutmål men den längre linjevarianten går en annan väg till mindre besökta zoner. Därtill finns en tillfällig linje som tar nya studenter till registreringscentret.
Det finns tre huvudpunkter in till universitetsstaden, två från tunnelbanan (stationerna Metro Universidad och Metro Copilco) och en från Avenida Insurgentes, som går norr till söder och delar området i två delar. Denna viktiga aveny är användbar för att nå andra delar av staden och ligger nära olympiastadion och kulturområdet. 
På senare tid, har ett program kallat "C.U. Limpia" (Rent C.U.) skapats. Det erbjuder 58 cykelstationer runt omkring universitetsstaden. De har 200 cyklar vardera, vilka alla är nya och som studenterna kan hyra och lämna tillbaka vid valfri station. De har blivit väldigt populära och bidrar till ett mer miljövänligt transportsystem.

## Bildgalleri

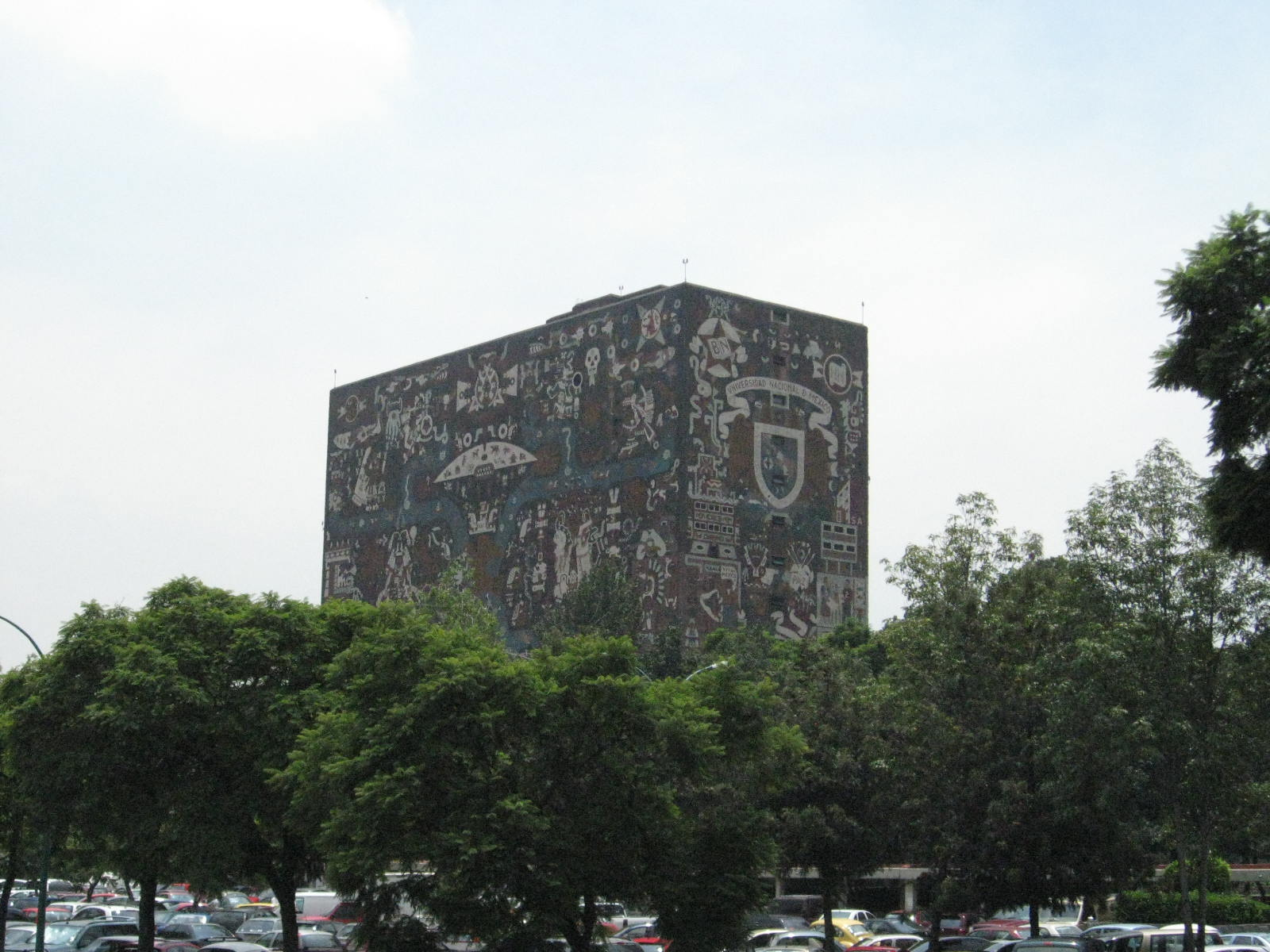
Universitetsbiblioteket
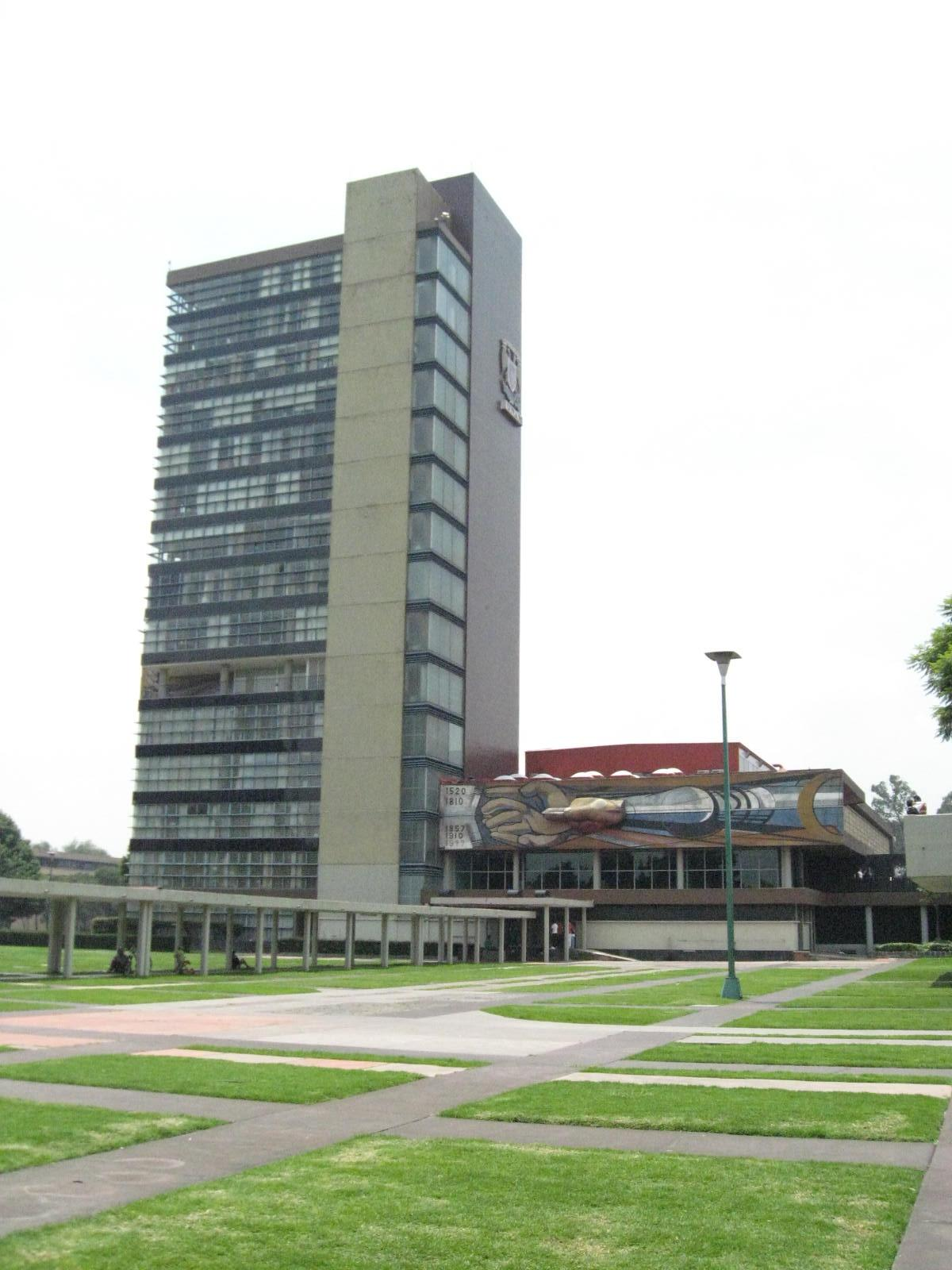
Universitets administrationsbyggnad.
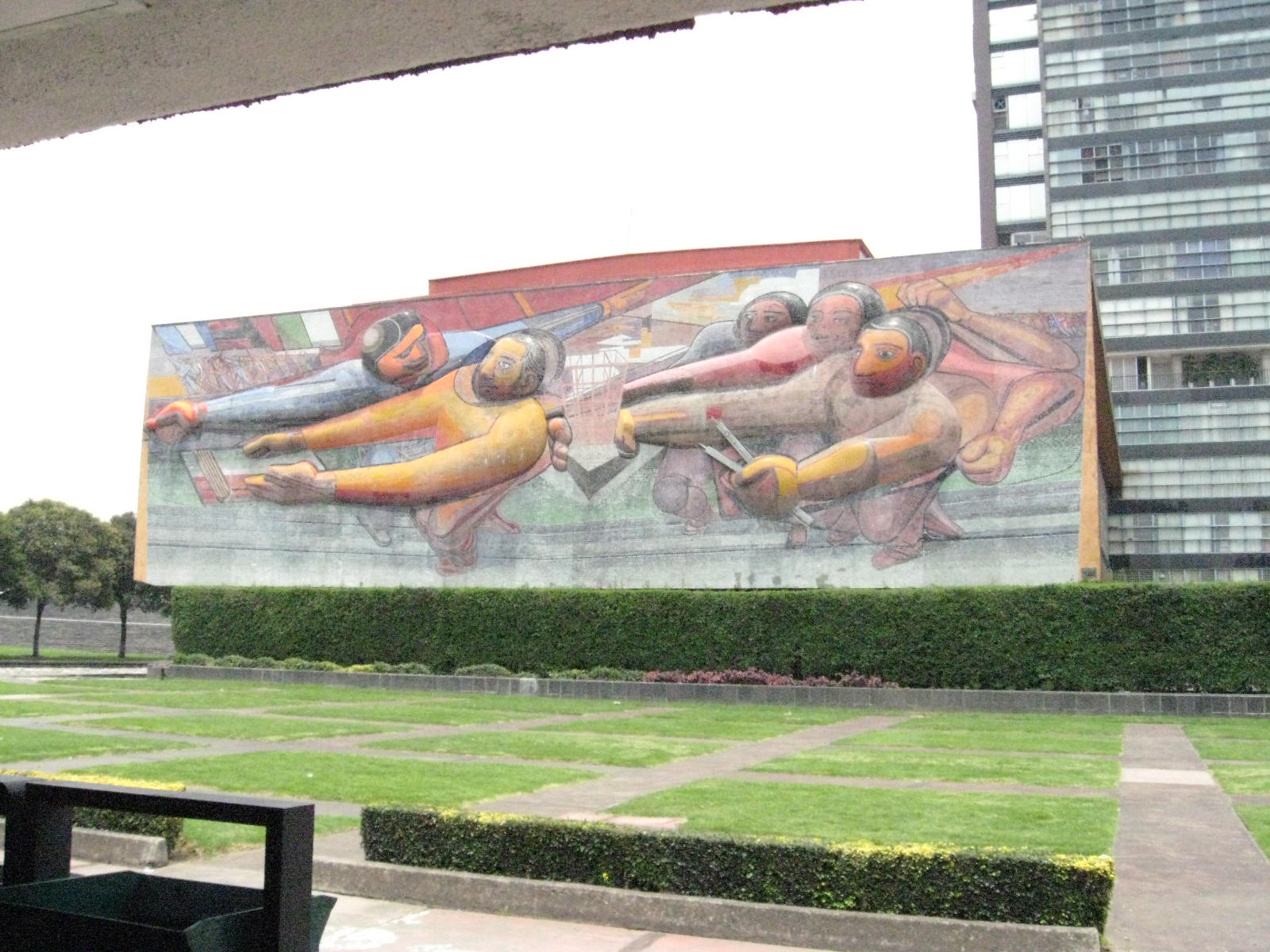
Närbild på vägmålning utanpå administrationsbyggnaden.
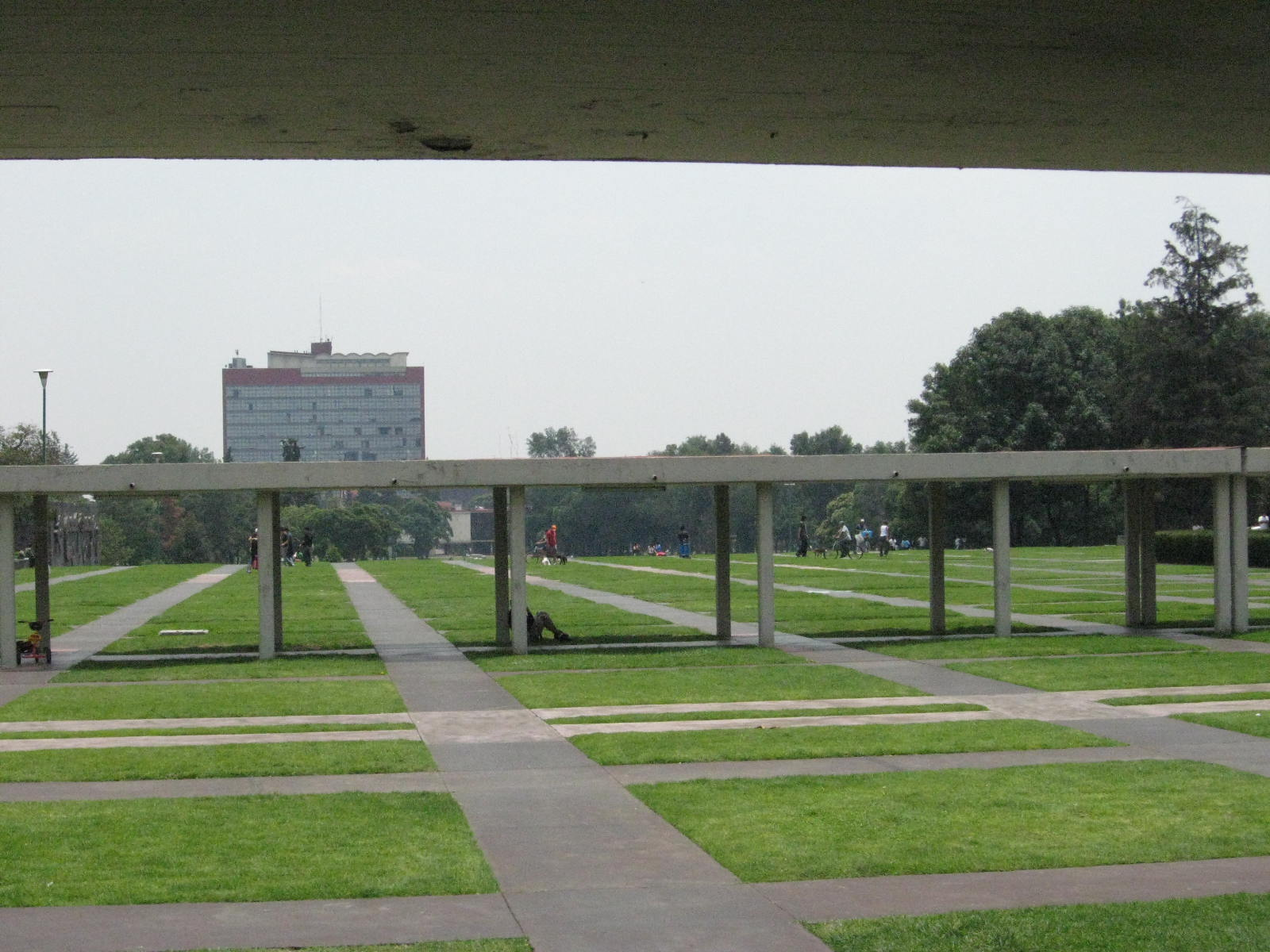
Vy över en öppen yta på området. Humanioraforskningens torn II syns i bakgrunden.